# Handball Club Pescara
La HC Pescara è una squadra di pallamano di Pescara.